# Chemiré-en-Charnie
Chemiré-en-Charnie – miejscowość i gmina we Francji, w regionie Kraj Loary, w departamencie Sarthe.
Według danych na rok 1990 gminę zamieszkiwało 206 osób, a gęstość zaludnienia wynosiła 18 osób/km² (wśród 1504 gmin Kraju Loary Chemiré-en-Charnie plasuje się na 1050. miejscu pod względem liczby ludności, natomiast pod względem powierzchni na miejscu 947.).